# 박연수 (1948년)
박연수(1948년 12월 9일 ~ )는 대한민국의 정치인이다. 제45대 진도군수를 역임했다.

## 역대 선거 결과
|  | 49.33% |

|  | 43.75% |